# Issa Doumbia
Issa Doumbia (Versailles, 10 giugno 1982) è un attore e personaggio televisivo francese di origini maliane.

## Filmografia
- Beur sur la ville, regia di Djamel Bensalah (2011)
- Chef (Comme un chef), regia di Daniel Cohen (2012)
- I nostri cari vicini (Nos chers voisins) - serie TV (2012-2018)
- Sam - serie TV (2015)